# Episodi di All Saints (quinta stagione)
La quinta stagione della serie televisiva All Saints è stata trasmessa in anteprima in Australia da Seven Network tra il 5 febbraio 2002 e il 26 novembre 2002.
| nº | Titolo originale              | Titolo italiano | Prima TV Australia | Prima TV Italia |
| -- | ----------------------------- | --------------- | ------------------ | --------------- |
| 1  | Opening Night                 |                 | 5 febbraio 2002    |                 |
| 2  | The Show Must Go On           |                 | 12 febbraio 2002   |                 |
| 3  | In the Lap of the Gods        |                 | 19 febbraio 2002   |                 |
| 4  | Slings and Arrows             |                 | 26 febbraio 2002   |                 |
| 5  | Private Affair                |                 | 5 marzo 2002       |                 |
| 6  | Loose Lips                    |                 | 12 marzo 2002      |                 |
| 7  | Invisible Things              |                 | 19 marzo 2002      |                 |
| 8  | All Choked Up                 |                 | 26 marzo 2002      |                 |
| 9  | Flaws in the Glass            |                 | 2 aprile 2002      |                 |
| 10 | Only Human                    |                 | 9 aprile 2002      |                 |
| 11 | Chemistry                     |                 | 16 aprile 2002     |                 |
| 12 | No Respite                    |                 | 23 aprile 2002     |                 |
| 13 | Thicker Than Water            |                 | 30 aprile 2002     |                 |
| 14 | Pride & Prejudice             |                 | 7 maggio 2002      |                 |
| 15 | Overload                      |                 | 14 maggio 2002     |                 |
| 16 | Swept Away                    |                 | 21 maggio 2002     |                 |
| 17 | All the Right Reasons         |                 | 28 maggio 2002     |                 |
| 18 | Coming Clean                  |                 | 4 giugno 2002      |                 |
| 19 | Shame                         |                 | 11 giugno 2002     |                 |
| 20 | White Noise                   |                 | 18 giugno 2002     |                 |
| 21 | Personal Matters              |                 | 25 giugno 2002     |                 |
| 22 | M for Memory                  |                 | 2 luglio 2002      |                 |
| 23 | Running on Empathy            |                 | 9 luglio 2002      |                 |
| 24 | First Steps                   |                 | 16 luglio 2002     |                 |
| 25 | Judgement Day                 |                 | 23 luglio 2002     |                 |
| 26 | Due Diligence                 |                 | 30 luglio 2002     |                 |
| 27 | In the Family Way             |                 | 6 agosto 2002      |                 |
| 28 | An Itch to Scratch            |                 | 13 agosto 2002     |                 |
| 29 | No Expectations               |                 | 20 agosto 2002     |                 |
| 30 | The Untouchables              |                 | 27 agosto 2002     |                 |
| 31 | Where the Heart Is            |                 | 3 settembre 2002   |                 |
| 32 | Secrets                       |                 | 10 settembre 2002  |                 |
| 33 | Bedtime Stories               |                 | 17 settembre 2002  |                 |
| 34 | When All Is Lost              |                 | 24 settembre 2002  |                 |
| 35 | Into the Light                |                 | 1º ottobre 2002    |                 |
| 36 | Big Kids                      |                 | 8 ottobre 2002     |                 |
| 37 | You Should've Said            |                 | 15 ottobre 2002    |                 |
| 38 | Hear Me, Touch Me, Heal Me    |                 | 22 ottobre 2002    |                 |
| 39 | Down to Earth                 |                 | 29 ottobre 2002    |                 |
| 40 | Consuming Passions            |                 | 5 novembre 2002    |                 |
| 41 | Musical Beds                  |                 | 12 novembre 2002   |                 |
| 42 | Twice the Fun                 |                 | 19 novembre 2002   |                 |
| 43 | Yesterday, Today and Tomorrow |                 | 26 novembre 2002   |                 |